# Talara lepida
Talara lepida là một loài bướm đêm thuộc phân họ Arctiinae, họ Erebidae.